# NGC 6896
NGC 6896 – gwiazda podwójna znajdująca się w gwiazdozbiorze Łabędzia. Zaobserwował ją Heinrich Louis d’Arrest 16 kwietnia 1862 roku i skatalogował jako obiekt typu „mgławicowego”.